# Bistum Puerto Escondido
Das Bistum Puerto Escondido (lat.: Dioecesis Portus Abditi, span.: Diócesis de Puerto Escondido) ist eine in Mexiko gelegene römisch-katholische Diözese mit Sitz in Puerto Escondido.

## Geschichte
Das Bistum Puerto Escondido wurde am 8. November 2003 durch Papst Johannes Paul II. mit der Apostolischen Konstitution A Deo datum aus Gebietsabtretungen des Erzbistums Antequera errichtet und diesem als Suffraganbistum unterstellt.

## Bischöfe von Puerto Escondido
- Eduardo Carmona Ortega ORC, 2003–2012
- Pedro Vázquez Villalobos, 2012–2018, dann Erzbischof von Antequera
- Florencio Armando Colín Cruz, seit 2019